# Révolte des Maréchaux

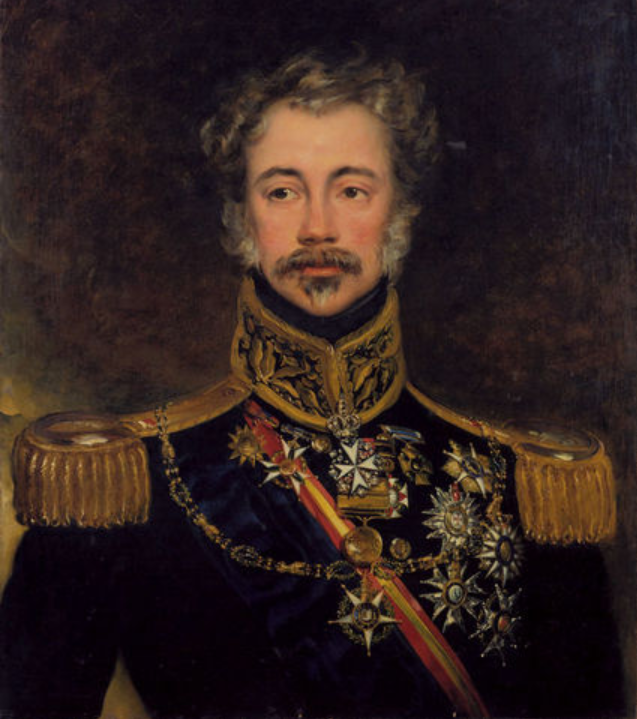
L'un des dirigeants du mouvement João Oliveira e Daun, duc de Saldanha.

La révolte des Maréchaux désigne dans l'histoire du Portugal, le soulèvement militaire mené par les partisans de la Charte constitutionnelle portugaise de 1826 (les chartistes) contre les partisans de la Constitution portugaise de 1822 (les septembristes) le 12 juillet 1837. 
À la tête de ce mouvement se trouvaient les maréchaux António Severim de Noronha, Duc de Terceira, et João Oliveira e Daun, duc de Saldanha.  
Le mouvemement, parti de Ponte da Barca le 12 juillet 1837 avec le soulèvement des forces sous commandement du colonel José de Vasconcelos Bandeira de Lemos (pt), Baron de Leiria, fut étouffé à grand peine le 18 septembre 1837. La révolte se termine officiellement avec la Convention de Chaves signée le 20 septembre 1837. 